# Claude Delorme
Pour les articles homonymes, voir Delorme.
Claude Delorme, né le 9 mai 1912 à Marseille et mort le 27 janvier 1983 à Marseille, est un homme politique et avocat français.

## Biographie

### Jeunesse et études
Claude Delorme effectue sa scolarité au lycée Thiers. Il étudie ensuite à l'université d'Aix-en-Provence, et est président de l'Union nationale des étudiants de France (UNEF) de 1936 à 1938, puis président de la Confédération internationale des étudiants. Il est titulaire d'une licence de droit.

### Parcours professionnel
Il est élu député SFIO puis PS de la deuxième circonscription des Alpes-de-Haute-Provence en 1962. Il conserve ce siège jusqu'en 1978. Il est également président du conseil général des Alpes-de-Haute-Provence de 1959 à 1983 et conseiller général de 1949 à 1983. Il est maire de Forcalquier de 1965 à 1983.

## Décorations
- Croix de guerre 1939–1945
- Médaille de la Résistance française
- Chevalier de la Légion d'honneur à titre militaire pour services exceptionnels de guerre
- Officier de l'ordre des Palmes académiques
- Commandeur de l'Ordre du Mérite sportif